# 門跡
門跡（もんぜき、もんせき）は、皇族・公家が住職を務める特定の寺院、あるいはその住職のことである。寺格の一つ。元来は、日本の仏教の開祖の正式な後継者のことで「門葉門流」の意であった（この場合は門主とも）。鎌倉時代以降は位階の高い寺院そのもの、つまり寺格を指すようになり、それらの寺院を門跡寺院と呼ぶようになった。また、御由緒寺院、尼門跡寺院（皇女や王女が務める寺院）ともいう。寺格が高く、皇室から特別の礼遇と特権を与えられ、住職は各宗派の管長と同等の待遇を受ける。
浄土宗の知恩院門跡は浄土門主（もんす）という。
浄土真宗本願寺派の本願寺住職は門主（もんしゅ）、真宗大谷派の僧侶および門徒の代表者は門首（もんしゅ）と書き、いずれも親鸞の子孫の大谷家から出ている。

## 概要
永村眞の説によれば、「門跡」という用語は、平安時代に法流・門徒（法流の構成員）の意味に用いられ、鎌倉時代になると院家（法流の拠点施設）・院主（院家の住持）の意味に転じ、南北朝時代以降になると特定の貴種がいる院家・院主の意味で定着したとしている。法流はその教えを維持するために有力な檀越である天皇家や摂関家などに出自を持つ貴種の出身者を後継者として遇し、法流の院家・経典（物質的）および教説・秘儀（教学的）を相承することで、排他的管理と内外に対する優位性を確立していったのである。

## 沿革
宇多天皇が出家して仁和寺に入室し御室御所と称し、御室門跡となったのが始まりである。仁和寺は当初は宇多天皇の子孫（宇多源氏）が住職である別当を務めていたが、三条天皇の皇子である性信入道親王が住職に就いた際に別当よりも上位である検校を称し、その後を白河天皇の皇子である覚行法親王が継いだことから皇族が住職を務める真言宗の寺院と認識され、後の門跡寺院のはしりとなった。
一方、天台宗の総本山である延暦寺では、12世紀の初めに天台座主の仁豪（明快の弟子）と無動寺の寛慶（後に天台座主、行玄の師）が寺を2つに分ける内紛を起こし、その影響は後々にも及んだ（源平合戦の際にも仁豪の法流は平家を支持し、寛慶の法流は中立の立場に立った）。前者は三千院（梨本・梶井）、後者は青蓮院を拠点とし、前者には堀河天皇の皇子である最雲法親王、後者には鳥羽天皇の皇子である覚快法親王、次いで摂関家出身の慈円が入ったことで格式を高めて門跡寺院となった。なお、一般には明快が梨本門跡の祖、行玄が青蓮院門跡の祖とみなされているが、梨本・青蓮院が「両門跡」と称されるようになったのは鎌倉時代に入った1220年代と推定されている。その後、後白河天皇ゆかりの妙法院が後高倉院皇子である尊性法親王を迎えたことで格式を高め、1260年代には両門跡と肩を並べるようになり、1280年代には「三門跡」と呼ばれるようになった。
鎌倉時代初期頃からは皇族や摂家等の子弟が特定の寺院に出家するようになる（摂政九条道家の息法助が初めて皇族でない御室門跡となる）。これは、武家が実権を持ったために平安時代よりも経済力が低下した皇室や公家が、跡取りとなる長男や次男以外を出家させたためである。なお、ここで言う長男・次男とは単純な出生順ではなく、母親が正妻か側室か、それともそれ以下の身分かによって、当然のように優先順位が決められた。
医療の発達していなかった時代は、病気で子に万一のことがあり、家系が断絶することがないように、正妻の他に側室を持ちたくさんの子をもうけることが、上流階級の「家」の存続のために必要であったが、同時にそのことは冠婚葬祭で多くの出費を伴うことに直結した。出家すると婚姻しないため、結納・支度金・婚礼費用等の直接的な出費の削減になるだけでなく、子を作らないため、宮家や別家を作ることがなく、家として大幅な経費の節減となるうえ、少ない領地をさらに分封することを防ぐこともできた。なお、家に残った跡取りに万一のことがあれば、出家した子弟のうちの選ばれたものが還俗して家を継いだ。
また、多くの男子のうちの限られたもの以外を出家させることは、結果的に後継者候補を限定させることにつながり、跡継ぎ争いを減少させることにも役立った。
（武家の場合、次男以下は出家することは少なく「部屋住み」として、分家ができない場合は、他家への養子に入るのを待つことが多かった。）
子弟らは荘園を所有しておりその経済力を背景とした政治力をもって、受け入れた寺院内の支配権を掌握するようになり、各門流を継承するようになった。これらが慣例化してやがて、「門跡」自体が「貴族」出身者によって継承される特定の院家・寺院を指す称号へと変化した。
そして室町時代になると、寺格としての「門跡」が確立し、室町幕府には、門跡寺院に関する政務を執る門跡奉行が置かれた。また、足利義満以降、自分の子弟をはじめとする足利将軍家の一門を門跡寺院に入れるようになった。本来は皇室の子弟が入るべき門跡寺院に足利将軍家の一門が入ることについて、かつては研究者の間において天皇家に代わって仏教界を支配すること、あるいは皇位簒奪実現のための手段の一つと見なして「僭上の至り」などと指摘されることもあった。しかし、実際には仏教統制の意味合いよりも、皇室や摂家と同様に家を継ぐ子以外の者を出家させることで世俗から切り離し、政治的・経済的リスクを減らそうとしたと考えられている。特に足利尊氏の庶子で一時期父と対立した足利直冬及び嫡男冬氏及び足利義満の弟である足利満詮の子弟は全員門跡寺院に送られてその血筋を断絶させることで、室町殿（足利将軍家）を脅かす要素を排除している。なお、足利将軍家が断絶した際には門跡寺院に入った将軍の子弟が還俗して家を継いており、6代将軍足利義教（青蓮院義円）・11代将軍足利義澄（香厳院清晃）・15代将軍足利義昭（一乗院覚慶）は門跡寺院に入った後に還俗して将軍家を継承している。更に義満の時代、幕府が後ろ盾になっていた持明院統（伏見宮を含む）では男子皇族の早世が多く、皇統そのものが断絶しかねない危機の中で門跡寺院に入れられる皇族の絶対数が不足していた（実際に持明院統嫡流は断絶し、伏見宮から後花園天皇が迎えられることになる）。こうした状況で仏教界側からも皇族に代わりうる「貴種」の供給源として足利将軍家が期待された側面もあったのである。
江戸幕府では、宮門跡（親王門跡）・摂家門跡・清華門跡・公方門跡（武家門跡）・准門跡（脇門跡）などに区分して制度化した。禁中並公家諸法度（第13条）では、天皇の皇子・連枝（兄弟）である宮門跡は摂家出身の摂家門跡よりも上とされ（宮中内では摂家は親王の上とされていたことから反対の扱いとなる）、同格であればその修行期間の長さに基づいた。この規定によって天皇の孫以下（具体的には宮家出身者）は宮門跡にはなれないと解されたが、宮家出身者が天皇の猶子になった場合の解釈は曖昧のまま残された。実際に天和元年（1681年）に後陽成天皇の孫で伯父の後水尾天皇の猶子となっていた良尚入道親王（八条宮家）が門跡に列せられ、18世紀の末には宮門跡は全員天皇の猶子となった宮家出身者が占めてこの状態で明治維新を迎える事になった（安永8年（1780年）には皇統断絶により閑院宮家から光格天皇が即位しており、天皇の皇子・連枝を出家させる余裕は失われていたのである）。

## 本願寺の門跡成
なお、門跡寺院の歴史の中で特殊な地位を占める存在に本願寺がある。浄土真宗の祖・親鸞（日野家出身）の直系子孫が継承した本願寺は歴史的経緯から妙香院、後に青蓮院門跡の傘下に置かれていた（本願寺がたびたび行った朝廷への献金も青蓮院を経由して申し出がされていた）。ところが、戦国時代に入ると専修寺との勢力争いが深刻になる中、証如・顕如が2代続けて摂関家九条家の猶子となる一方、青蓮院門跡が天文年間末期に一時的に空席（弘治年間に後継に決定した尊朝法親王も若年で門跡としての職務が行い得ない）状態になったのを機に、青蓮院からの自立と専修寺への対抗を意図して摂家門跡の例に倣って門跡に加えて貰えるように朝廷への工作を行い、永禄2年（1559年）に本願寺を門跡に列する正親町天皇の勅許が出された。ところが、天正19年（1591年）に豊臣秀吉の命で本願寺が京都に移転し、2年後に顕如が亡くなった後に発生した後継問題を巡って東西本願寺に分裂すると、これまで本願寺が大坂にあったために黙認してきた京都の古くからの諸門跡寺院が本願寺の門跡としての資格に異論を唱えるようになる。更に禁中並公家諸法度の規定を厳密に解釈すると、本願寺は門跡の要件を満たしていない（日野家は名家格）とされる可能性もあった。江戸幕府は本願寺の門跡としての扱いを従前通りとしてその要件について判断を示すことはなかったが、後水尾天皇・霊元天皇は門跡としての特権を否認・制限する方針を示して東西本願寺と対立した。その結果、霊元院政下の元禄13年（1700年）頃になって、東西本願寺を諸門跡の最後尾、准門跡の格と位置づけられることになった。

## 門跡寺院
- 法相宗
  - 興福寺一乗院
  - 興福寺大乗院
- 天台宗山門派
  - 青蓮院（粟田御所）
  - 魚山三千院（円融房、梶井門跡、梨本門跡）
  - 南叡山妙法院
  - 護法山安國院出雲寺毘沙門堂
  - 曼殊院（竹の内門跡）
  - 東叡山輪王寺（寛永寺）
  - 日光山輪王寺（東叡山と兼ねる）
  - 法住寺
  - 滋賀院
  - 本覚寺 - 廃寺
  - 浄土寺 - 廃寺
  - 妙香院 - 廃寺
- 天台宗寺門派
  - 聖護院
  - 照高院
  - 岩倉山実相院
  - 三井寺円満院
  - 朝日山平等院（浄土宗と兼ねる）
  - 常住院
  - 如意寺（如意ヶ嶽山上、如意輪寺）[11]- 廃寺
  - 宝厳院
- 真言宗
  - 大内山仁和寺（御室御所）
  - 嵯峨山大覚寺（嵯峨御所）
  - 蓮華光院
  - 醍醐山醍醐寺三宝院
  - 醍醐山醍醐寺金剛王院
  - 牛皮山隨心院（小野門跡）
  - 亀甲山勧修寺（山階門跡）
  - 吉祥山安祥寺
  - 東南院 - 廃寺
  - 上乗院 - 廃寺
  - 勝宝院 - 廃寺
  - 菩提院
  - 教令院 - 廃寺
- 浄土宗
  - 華頂山知恩教院大谷寺（知恩院）
  - 聖衆來迎山無量壽院禅林寺（永観堂）
- 日蓮宗
  - 瑞龍寺（村雲御所）

## 門跡

### 宮門跡（親王門跡）
法親王、または入道親王が住職として居住する13の寺院。十三門跡とも称する。実際には親王家に限って入寺するのは輪王寺・仁和寺・大覚寺の3門跡で、その他は摂家や足利将軍家からも入寺することができた。6代将軍義教が青蓮院から、15代将軍義昭が一乗院からそれぞれ還俗して将軍となったほか、足利義視（10代将軍義稙の父）が浄土寺から還俗して8代将軍義政の養子となっている。
- 東叡山輪王寺（寛永寺）
- 日光山輪王寺
- 南叡山妙法院
- 聖護院
- 照高院
- 青蓮院
- 魚山三千院
- 曼殊院
- 護法山 安國院 出雲寺（毘沙門堂）
- 圓満院
- 大内山 仁和寺
- 嵯峨山 大覺寺
- 龜甲山 勸修寺
- 蕐頂山 知恩敎院 大谷寺（知恩院）

### 摂家門跡
摂家の子弟が住職となる。個々の門跡寺院に固有の称号ではなく、その時々の住持の出身を指す。室町時代頃から用いられるようになった。

### 准門跡
門跡に準ずる格式の寺院のこと。または、他の門跡寺に対して従の関係にある門跡寺のこと。脇門跡ともいう。

### 天台宗五門跡（京都五箇室門跡）
- 青蓮院
- 三千院
- 毘沙門堂
- 曼殊院
- 妙法院

### 醍醐寺五門跡
- 三宝院
- 報恩院
- 金剛王院
- 理性院
- 無量壽院

### 五門跡
浄土真宗で門跡に准ぜられた五寺の総称。五門徒ともいう。江戸時代中期、文化11年（1814年）に真宗木辺派本山錦織寺が、それまでの浄土宗から浄土真宗に復帰し、准門跡に加えられた。
- 龍谷山本願寺（西本願寺）
- 真宗本廟（東本願寺）
- 渋谷山（汁谷山）佛光寺
- 高田山専修寺
- 圓頓山華園院興正寺
- 遍照山天神護法院錦織寺

これら6家は明治5年3月にいずれも華族となった。明治29年6月9日、両本願寺の大谷家が伯爵、佛光寺の渋谷家・専修寺の常磐井家・興正寺の華園家・錦織寺の木辺家がそれぞれ男爵に叙せられている。

### 尼門跡
皇女や貴族の息女が住職となる寺院。正式には比丘尼御所と称した。「尼門跡」は明治以降の名称である。
- 天台宗
  - 真盛山本光院（本光院門跡、上七軒西方尼寺、蔵人御所、茶の寺、腰掛如来。上京区真盛町745、天台真盛宗）
- 真言宗
  - 妙心寺
- 臨済宗
  - 岳松山大聖寺（御寺御所）
  - 西山寳鏡寺門跡（百々御所）
  - 曇華院（竹御所、竹之御所、竹の御所）
  - 円成山霊鑑寺（谷御殿、鹿ヶ谷比丘尼御所）
  - 普門山圓照寺（山村御所）
  - 聖明山林丘寺（音羽御所）
  - 広徳山慈受院（薄雲御所）
  - 宝慈院（千代野御所）
- 律宗（光明宗）
  - 法華寺（氷室御所）
- 法相律宗（聖徳宗）
  - 法興山中宮寺（斑鳩御殿）
- 浄土宗
  - 三時知恩寺（入江御所）
- 四宗兼学
  - 光照院（常盤御所）
- 日蓮宗
  - 瑞龍寺（村雲御所）

このうち、奈良にある圓照寺、中宮寺、法華寺は「大和の三尼門跡寺」と呼ばれる。円照寺は開山以来10代中少なくとも6代が天皇の皇女もしくは養女、中宮寺は皇女1名、王女6名、法華寺は徳川期以降はいない。

## 御里房
多くの門跡寺院は御所周辺にあった公家町（現京都御苑）内に、御里房とよばれる別邸（京屋敷）を構えていた。門跡寺院の門主は、皇族や五摂家の子弟という家柄の高い人物であり、御所で開かれる歌会や行事に参加することも多かったため便宜上御所周辺にも邸宅が必要だったからである。また、入寺前の準備期間中は、この御里房で過ごすことが多かった。彼らは、天皇をとりまく文化サロンの構成メンバーであり、和歌や書などに優れた人物が多かった。